# Ecaterina de Austria, regină a Poloniei
Ecaterina de Austria (15 septembrie 1533 – 28 februarie 1572) a fost membră a Casei de Habsburg, regină consort a Poloniei și Mare Ducesă de Lituania.

## Biografie
A fost unul dintre cei 15 copii ai împăratului Ferdinand I și a soției acestuia, Anna Iagello. La 22 octombrie 1549 s-a căsătorit cu Francesco al III-lea Gonzaga, Duce de Mantua. Soțul ei a murit la patru luni după căsătorie. La 23 iunie 1553 ea a devenit a treia soție a regelui Sigismund al II-lea Augustus al Poloniei și Lituaniei.
Ecaterina a suferit un avort în octombrie 1554. După acest lucru, regele a decis că mariajul este blestemat deoarece Ecaterina a fost sora primei lui soții. A încercat în zadar să anuleze căsătoria și în toamna anului 1566, Ecaterina a părăsit Polonia; ea a trăit până la sfârșitul vieții ei la Linz.